# Johann Adolph Heese
Johann Adolph Heese (* 11. Juni 1783 in Berlin; † 25. März 1862 ebenda) war ein deutscher Seidenhändler, Fabrikant und königlicher Hoflieferant. Er steht – gemeinsam mit Wilhelm von Türk – für die ab 1825 einsetzende zweite Blütezeit des preußischen Seidenabbaus. Er gilt als „Vater der Steglitzer Industrie“.

## Heese in Berlin
Johann Adolph Heese begann 1796 eine fünfjährige Lehre als Seidenwirker beim Berliner Samt- und Seidenwirkermeister Johann Carl Wrede, die er 1801 als Geselle abschloss. 1813 bestand er die Meisterprüfung. Von 1807 bis 1822 arbeitete er als Werkführer in der Seidenfabrik von Georg Gabain.
Im Jahr 1822 gründete er gemeinsam mit dem Kaufmann Herrmann die Sammt- und Seidenwarenfabrik Herrmann und Heese. 1827 verließ er das Unternehmen, um einen eigenen Betrieb Sammet- und Seidenwaren Fabrik J. A. Heese im Gebäude Raules Hof (Ecke Alte Leipziger Straße 1) aufzubauen. Schon nach kurzer Zeit war seine Seidenwarenhandlung die erste Adresse der begüterten Berlinerinnen, die hier ihren Bedarf an Seidenwaren aller Art decken konnten. Heese wurde 1832 zum Sachverständigen der Seidenbranche beim Berliner Fabrikengericht bestellt.
Heese besaß von 1825 bis 1828 ein Stadtverordnetenmandat. 1834 wurde er zum Stadtverordnetenstellvertreter gewählt. Im Rahmen der Allgemeinen Deutschen Gewerbe-Ausstellung 1844 erhielt er eine Silbermedaille.

## Heese in Steglitz (ab 1840)
Im Jahr 1840 kaufte er im damaligen Dorf Stegelitz, heute Berlin-Steglitz, ein rund acht Hektar großes Gelände an der Ecke Grunewald-/Schloßstraße, wo er eine Maulbeerplantage für die Seidenraupenzucht anlegte. Zunächst musste er Maulbeerlaub von auswärts beschaffen, um den Bedarf der Raupen zu decken. Für seine ersten Zuchtversuche gewann er den italienischen Seidenzüchter A. M. Bolzani, der ab 1840 für ihn auf der Stegelitzer Plantage arbeitete. Der Standort war günstig, da die 1838 eröffnete Berlin-Potsdamer Eisenbahn dort vorbeiführte.
Seit 1847 wohnte Heese in Steglitz. Zusätzlich zur Raupenzucht baute er dort auch Wirtschaftsgebäude für die industrielle Verwertung auf. Seine Kokon-Haspelei und Zwirnerei wurde als Fabrik auch „Filanda“ genannt, eine italienische Bezeichnung für eine Anlage zum Abhaspeln von Seidenkokons. Von hier aus verschickte er, als zentrale Anstalt für Deutschland, Maulbeersamen und Eier nach ganz Europa. Seine Haspelmaschinen exportierte Heese in die ganze Welt.
Er kaufte mehrere andere Seidenwarenfabriken in Berlin (u. a. Seidenhandlung von David Girard und Pierre Michelet) auf, darunter auch 1855 seinen Lehrbetrieb.
Folgende Unternehmenszahlen sind für die 1850er Jahre dokumentiert:
- Einzel- und Großhandelsunternehmen: 28 Mitarbeiter im Jahr 1855[4]
- Fabrik: ca. 200 Mitarbeiter im Jahr 1855[4]
- Seidenzucht und -spinnerei (jahreszeitenabhängig): 20–50 Mitarbeiter
- Produktion von bis zu 750 kg Seide im Jahr
- Exporte von bis zu 260 Pfund Grains im Werte von 10.000 Reichstalern jährlich.[2]

Die gesamte Steglitzer Pflanzung wurde 1844, bestehend aus ca. 35.000 Maulbeerbäumchen, vom Wild kahlgefressen. Er legte neue Pflanzungen nun in eingezäunten Gebieten an.
Um 1855 weitete sich eine in den traditionellen Seidenbauländern Italien und Frankreich bereits seit etwa 1845 grassierende Seidenraupenkrankheit zur Seuche aus. Zunächst profitierte Heese davon, indem er dorthin Seidenraupeneier (Grains) verkaufte, die nicht infiziert waren. Um 1860 setzte die nun europaweit grassierende Seidenraupenseuche auch dem Heeseschen Seidenbau ein Ende. Das Unternehmen überlebte diese Krise mit hohen Verlusten, aber 1889 wurde es geschlossen. Die Steglitzer Plantage, die Heese zwischen Berg- und Albrechtstraße angelegt hatte, wurde schließlich mit Wohnhäusern bebaut.

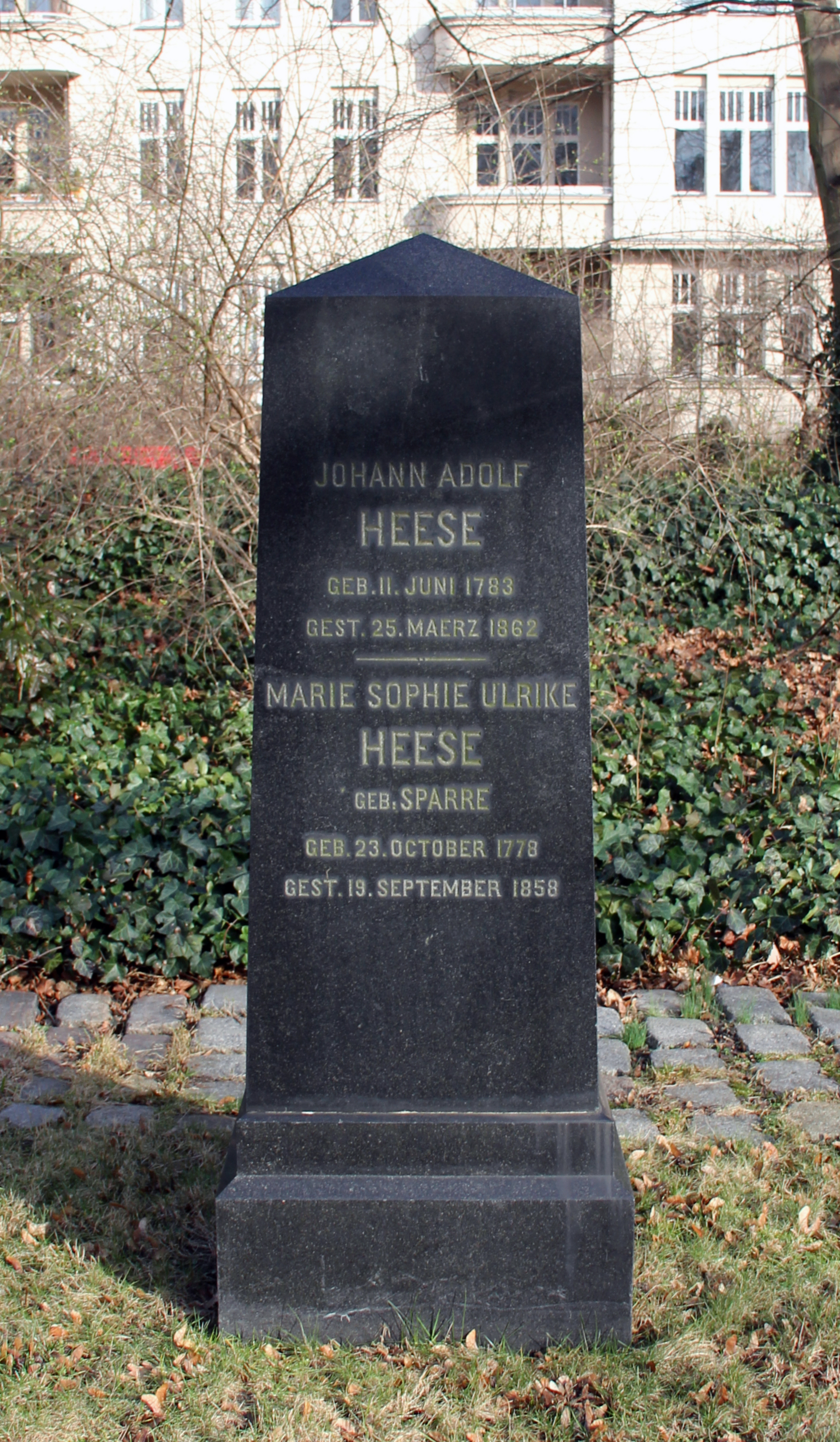
Grabstein von Johann Adolph Heese auf dem Alten Friedhof Schloßstraße 43, Berlin-Steglitz

Johann Adolph Heese starb 1862 an einem Nierenleiden. Sein Grab befindet sich auf dem Alten Friedhof an der Schloßstraße in Berlin-Steglitz. Seine beiden Söhne, Adolf und Julius, die schon zu Heeses Lebzeiten sein Berliner Geschäft in der Alten Leipziger Straße und später in der Leipziger Straße 87 weiterbetrieben, führten auch das Steglitzer Unternehmen bis zu seiner Schließung fort.

## Erinnerung in Steglitz heute
In Berlin-Steglitz ist seit 1871 die Heesestraße nach ihm benannt. Außerdem erinnern die Steglitzer Straßennamen Filandastraße, Neue Filandastraße und Plantagenstraße an seine Fabrik Filanda bzw. an eine weitere Plantage.
Ein Maulbeerbaum mit einem geschätzten Alter von über 150 Jahren hat am Althoffplatz überlebt und ist seit 1961 als Naturdenkmal geschützt.

## Biografie
- C. Brecht: Johann Adolph Heese. In: Vermischte Schriften im Anschluß an die Berlinische Chronik und an das Urkundenbuch. Band 1. Berlin 1888, S. 165 ff.